# وسکو
وسکو (انگلیسی: WESCO) شرکت تعمیرات و نگهداری آمریکایی است، که در سال ۱۹۲۲ تأسیس شد.